# اباس، پیرنس-اتلانتیکس
اباس، پیرنس-اتلانتیکس (به فرانسوی: Abos, Pyrénées-Atlantiques) یک کمون در فرانسه است که در Canton of Monein واقع شده‌است.

## خصوصیات
اباس ۸٫۴۵ کیلومترمربع مساحت و ۴۸۷ نفر جمعیت دارد و ۱۲۳ متر بالاتر از سطح دریا واقع شده‌است.